# Oberleitungsbus Marienbad
| Streckennetz |                                 |                            |                            |
| Stromsystem: | 600 V =                         |                            |                            |
| |                                 |                            |                            |
| Betreiber: | Městská dopravy Mariánské Lázně |                            |                            |
| Eröffnung: | 27. April 1952                  |                            |                            |
| Linien: | vier                            |                            |                            |
| Haltestellen: | 27                              |                            |                            |
| \| \| \| \| \| \| \| \| Kolonáda \| \| \| \| \| Goethovo náměstí \| \| \| \| \| Mírové náměstí \| \| \| \| \| Lesní pramen (1953–2012) \| \| \| \| \| Městský úřad \| \| \| \| \| \| \| \| \| \| City service \| \| \| \| \| Centrum \| \| \| \| \| Pošta \| \| \| \| \| \| \| \| \| \| Cristal \| \| \| \| \| Knihovna \| \| \| \| \| Slovan \| \| \| \| \| Chebská \| \| \| \| \| Velká Hleďsebe, prádelna \| \| \| \| \| Chebská křižovatka \| \| \| \| \| Velká Hleďsebe, Růžek \| \| \| \| \| Klimentov, sídliště \| \| \| \| \| Klimentov \| \| \| \| \| Úšovická křižovatka \| \| \| \| \| Klas \| \| \| \| \| Nádraží \| \| \| \| \| Lékárna \| \| \| \| \| Husova \| \| \| \| \| Panská Pole \| \| \| \| \| Kovárna \| \| \| \| \| Škola \| \| \| \| \| Sídliště \| \| \| \| \| Dopravní podnik \| \| \| \| \| Depot \| \| \| \| \| Úšovice, Antoníčkův pramen \| \| |                                 |                            |                            |
| U-Bahn-Strecke von links · U-Bahn-Strecke von rechts |                                 |                            |                            |
| U-Bahn-Strecke geradeaus · U-Bahn-Bahnhof |                                 | Kolonáda                   | Kolonáda                   |
| U-Bahn-Strecke geradeaus · U-Bahn-Haltepunkt / Haltestelle |                                 | Goethovo náměstí           | Goethovo náměstí           |
| U-Bahn-Haltepunkt / Haltestelle · U-Bahn-Strecke |                                 | Mírové náměstí             | Mírové náměstí             |
| U-Bahn-Kopfbahnhof Streckenanfang und quer (Strecke außer Betrieb) · U-Bahn-Abzweig geradeaus, ehemals nach rechts und ehemals von rechts · U-Bahn-Strecke |                                 | Lesní pramen (1953–2012)   | Lesní pramen (1953–2012)   |
| U-Bahn-Haltepunkt / Haltestelle · U-Bahn-Strecke |                                 | Městský úřad               | Městský úřad               |
| U-Bahn-Abzweig geradeaus und von links · U-Bahn-Abzweig geradeaus und von rechts |                                 |                            |                            |
| U-Bahn-Strecke geradeaus · U-Bahn-Bahnhof |                                 | City service               | City service               |
| U-Bahn-Haltepunkt / Haltestelle · U-Bahn-Strecke |                                 | Centrum                    | Centrum                    |
| U-Bahn-Haltepunkt / Haltestelle · U-Bahn-Strecke |                                 | Pošta                      | Pošta                      |
| U-Bahn-Strecke nach links · U-Bahn-Abzweig geradeaus und von rechts |                                 |                            |                            |
| U-Bahn-Haltepunkt / Haltestelle |                                 | Cristal                    | Cristal                    |
| U-Bahn-Haltepunkt / Haltestelle |                                 | Knihovna                   | Knihovna                   |
| U-Bahn-Haltepunkt / Haltestelle |                                 | Slovan                     | Slovan                     |
| U-Bahn-Strecke von links · U-Bahn-Haltepunkt / Haltestelle quer · U-Bahn-Abzweig geradeaus, nach rechts und von rechts |                                 | Chebská                    | Chebská                    |
| U-Bahn-Haltepunkt / Haltestelle · U-Bahn-Strecke |                                 | Velká Hleďsebe, prádelna   | Velká Hleďsebe, prádelna   |
| U-Bahn-Abzweig geradeaus und nach links · U-Bahn-Strecke von rechts · U-Bahn-Haltepunkt / Haltestelle |                                 | Chebská křižovatka         | Chebská křižovatka         |
| U-Bahn-Strecke geradeaus · U-Bahn-Haltepunkt / Haltestelle · U-Bahn-Strecke |                                 | Velká Hleďsebe, Růžek      | Velká Hleďsebe, Růžek      |
| U-Bahn-Haltepunkt / Haltestelle · U-Bahn-Strecke · U-Bahn-Strecke |                                 | Klimentov, sídliště        | Klimentov, sídliště        |
| U-Bahn-Bahnhof · U-Bahn-Strecke · U-Bahn-Strecke |                                 | Klimentov                  | Klimentov                  |
| U-Bahn-Strecke nach links · U-Bahn-Strecke nach rechts · U-Bahn-Haltepunkt / Haltestelle |                                 | Úšovická křižovatka        | Úšovická křižovatka        |
| U-Bahn-Strecke von links · U-Bahn-Haltepunkt / Haltestelle quer · U-Bahn-Abzweig geradeaus, nach rechts und von rechts |                                 | Klas                       | Klas                       |
| U-Bahn-Haltepunkt / Haltestelle · U-Bahn-Strecke |                                 | Nádraží                    | Nádraží                    |
| U-Bahn-Abzweig geradeaus und nach links · U-Bahn-Strecke von rechts · U-Bahn-Haltepunkt / Haltestelle |                                 | Lékárna                    | Lékárna                    |
| U-Bahn-Haltepunkt / Haltestelle · U-Bahn-Strecke · U-Bahn-Strecke |                                 | Husova                     | Husova                     |
| U-Bahn-Strecke geradeaus · U-Bahn-Bahnhof · U-Bahn-Strecke |                                 | Panská Pole                | Panská Pole                |
| U-Bahn-Strecke nach links · U-Bahn-Strecke nach rechts · U-Bahn-Haltepunkt / Haltestelle |                                 | Kovárna                    | Kovárna                    |
| U-Bahn-Haltepunkt / Haltestelle |                                 | Škola                      | Škola                      |
| U-Bahn-Haltepunkt / Haltestelle |                                 | Sídliště                   | Sídliště                   |
| U-Bahn-Haltepunkt / Haltestelle |                                 | Dopravní podnik            | Dopravní podnik            |
| U-Bahn-Betriebs-/Güterbahnhof Streckenanfang und quer · U-Bahn-Abzweig geradeaus und nach rechts |                                 | Depot                      | Depot                      |
| U-Bahn-Kopfbahnhof Streckenende |                                 | Úšovice, Antoníčkův pramen | Úšovice, Antoníčkův pramen |

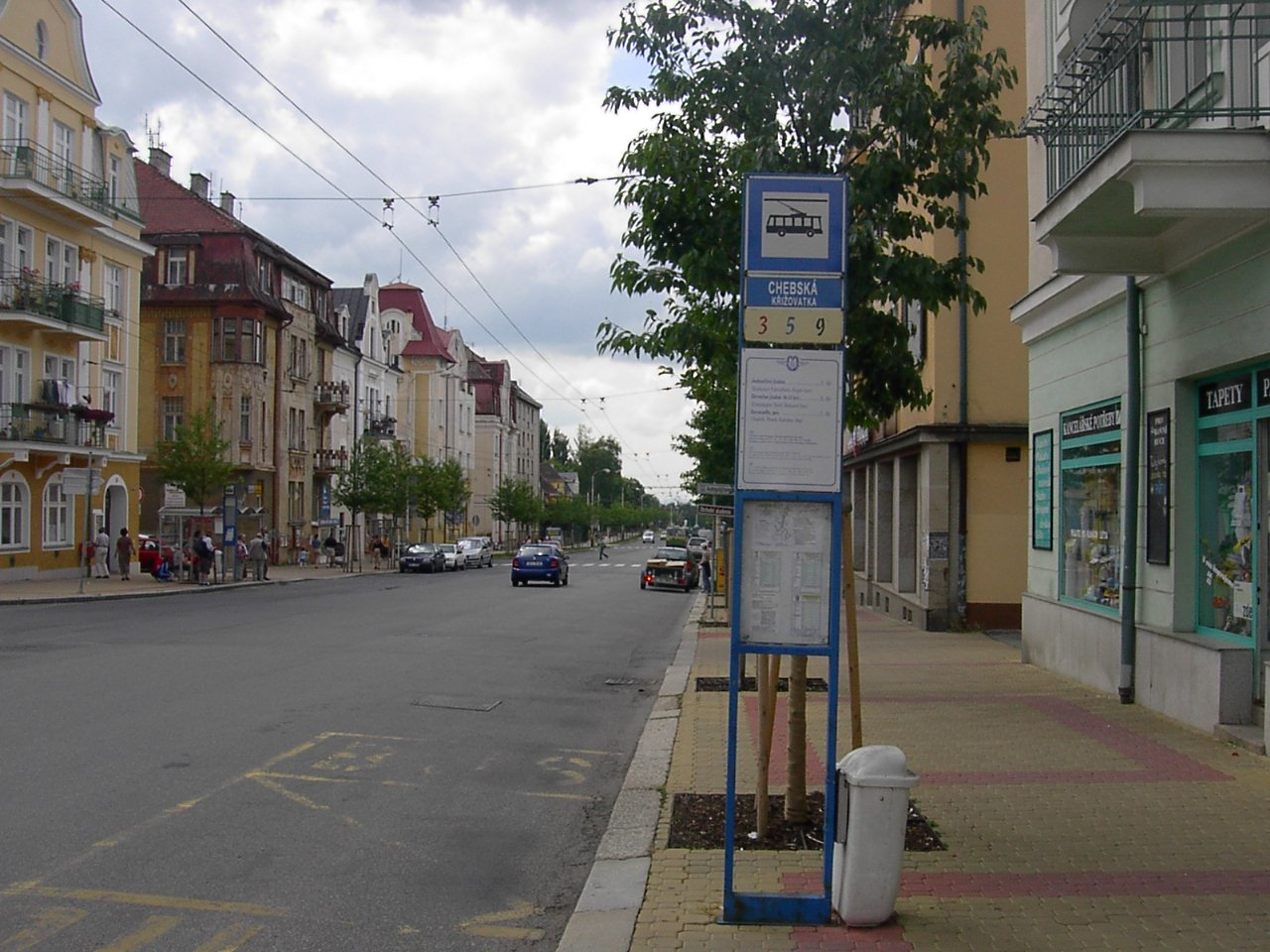
Die Haltestelle Chebská im Jahr 2006, damals verkehrte noch die Linie 9

Der Oberleitungsbus Marienbad ist das Oberleitungsbus-System der tschechischen Kurstadt Marienbad, tschechisch Mariánské Lázně. Es ging am 27. April 1952 in Betrieb und ersetzte damals die 1902 eröffnete Straßenbahn Marienbad. Mit vier Linien, 27 Haltestellen und neun Wagen betreibt das Verkehrsunternehmen Městská doprava Mariánské Lázně s.r.o., abgekürzt MDML, heute das kleinste tschechische Oberleitungsbusnetz. Die Gesellschaft ist auch für die drei Linien des örtlichen Stadtbusverkehrs zuständig.

## Linien
Die vier Linien verbinden das Stadtzentrum von Marienbad mit den Nachbargemeinden Klimentov, Úšovice und Velká Hleďsebe. Die Haltestelle Kaufland der Linien 6 und 7 sowie die Haltestelle Třešňovka der Linie 7 können nur von Fahrzeugen mit Hilfsantrieb bedient werden. Der Bahnhof (Nádraží) kann über die Linien 5 und 7 erreicht werden.
| 03 | Kolonáda – Úšovice, Antoníčkův pramen                | mo – fr |
| 05 | Kolonáda – Panská pole                               | täglich |
| 06 | City service – Klimentov                             | mo – fr |
| 07 | Kolonáda – Úšovice, Antoníčkův pramen (über Nádraží) | täglich |

## Geschichte
Die erste Trolleybuslinie verband den Bahnhof mit der Innenstadt. Anders als die frühere Straßenbahn – die im Zentrum endete – umrundeten die Trolleybusse den Kurpark mittels einer großen Häuserblockschleife im Uhrzeigersinn, wodurch sich die Bedienung der Hotels verbesserte. Am 30. April 1953 folgte eine knapp 300 m lange Zweigstrecke durch die Straße Třebízského zur Schleife Waldquelle, tschechisch Lesní pramen. Diese wurde in den ersten Jahren aber nur gelegentlich benutzt. Die 1960 eröffnete Neubaustrecke nach Úšovice führte schließlich zur Einrichtung einer zweiten Linie mit der Kennfarbe rot. Diese verband die fortan regelmäßig bediente Waldquelle mit Úšovice. Dort ging am 7. Januar 1962 auch das bis heute benutzte Depot in Betrieb, 1973 folgte außerdem die Verlängerung von der ursprünglichen Endstelle Kovárna bis zur heutigen Endstation Antoníčkův pramen. Es wurden ferner Liniennummern eingeführt, zwischenzeitlich existierten drei Routen:
- 1: Goethovo náměstí–Nádraží
- 2: Lesní pramen–Úšovice, Antoníčkův pramen
- 3: Goethovo náměstí–Úšovice, Antoníčkův pramen

1980 ging die Verlängerung der Linie 1 vom Bahnhof (tschechisch Nádraží) nach Panská Pole in Betrieb, dorthin verkehrten fortan die Linien 4 (ab Lesní pramen) und 5 (ab Goethovo náměstí). Die Linie 1 wurde hingegen aufgelassen. Die bislang letzte Neubaustrecke nach Klimentov wurde am 1. Oktober 1984 eröffnet und wird seither von der Linie 6 bedient. 1996 gab die MDML die Stichstrecke zur Waldquelle auf, was die Einstellung der Linien 2 und 4 zur Folge hatte. Die Demontage der Oberleitung dorthin erfolgte allerdings erst im Juli 2012. Die jüngste Linie mit der Nummer 7 wurde schließlich am 26. Februar 2007 eingeführt. Aufgrund der Verwendung des Hilfsantriebs fanden dazu jedoch keinerlei Fahrleitungsanpassungen statt. Anfangs bediente die Linie 7 dabei – ebenfalls mit dem Hilfsaggregat – auch die Haltestelle Koliba, wo sich die Talstation der Marienbader Luftseilbahn befindet. Vorübergehend verkehrte außerdem noch eine Tangentiallinie 9 mit der Kennfarbe violett, welche Úšovice direkt mit dem Bahnhof und der Endstelle Panská Pole verband.
Seit Mitte der 1990er Jahre wird über eine Einstellung des O-Busbetriebs diskutiert. Im Jahr 2013 wurde vereinbart, die Investitionen zu reduzieren und den Betrieb im Jahr 2017 einzustellen und durch Batteriebusse beziehungsweise Dieselbusse zu ersetzen.
Im März 2016 wurde wiederum beschlossen, den O-Busbetrieb zu modernisieren und langfristig aufrechtzuerhalten. Der Grund ist die meist negative Erfahrung mit Batteriebussen in anderen Städten, gleichzeitig soll auf einen elektrischen Betrieb nicht verzichtet werden, da es sich um einen Kurort handelt und somit die Luftverschmutzung so gering wie möglich ausfallen soll.

## Fahrzeuge
Für den Oberleitungsbus Marienbad wurden bisher folgende Fahrzeuge beschafft, darunter ausschließlich Solowagen. Die aktuell eingesetzten sind grau hinterlegt:
|  | Nummern                  | Stück | Hersteller           | Typ   | niederflurig | Baujahre  | Bemerkungen |
|  | ------------------------ | ----- | -------------------- | ----- | ------------ | --------- | --- |
|  | 1–5                      | 05    | Škoda                | 7Tr   | nein         | 1952      | Wagen 5 gebraucht aus Teplice übernommen |
|  | 6–10                     | 05    | Škoda                | 8Tr   | nein         | 1957–1960 | Wagen 10 gebraucht aus Prešov übernommen |
|  | 1–2, 11–17, 20–21, 24–31 | 19    | Škoda                | 9Tr   | nein         | 1963–1980 | |
|  | 22–23, 33–50             | 20    | Škoda                | 14Tr  | nein         | 1974–1994 | |
|  | 47–48                    | 02    | Škoda                | 14TrM | nein         | 1988–1990 | 2011 gebraucht übernommen, ehemals Plzeňské městské dopravní podniky 417 und 439 |
|  | 51–57                    | 07    | Škoda / Irisbus      | 24Tr  | ja           | 2004–2006 | Für den Einsatz auf den Linien 6 und 7 besaßen die Wagen 52, 53, 55 und 56 einen Diesel-Hilfsantrieb. Die Wagen 54–56 wurden an die Stadt Ternopil abgegeben, die Wagen 53 und 57 verschrottet. Wagen 51 ging an eine Privatperson, Wagen 52 verbleibt vorerst in Marienbad. |
|  | 58–65                    | 08    | Škoda / SOR Libchavy | 30Tr  | ja           | 2020      | mit Batterie-Hilfsantrieb |